# آرنا (فیلم ۱۹۷۴)
آرنا (انگلیسی: The Arena) فیلمی در ژانر ماجراجویی به کارگردانی جو داماتو و استیو کارور است که در سال ۱۹۷۴ منتشر شد. از بازیگران آن می‌توان به پم گریر، ماریا پیا کُنته، توم فلگی و پل مولر اشاره کرد.